# 朱有爌
鎮平恭定王朱有爌（1400年—1471年），明朝周藩第一代鎮平王，周定王朱橚的庶第八子。

## 生平
洪武三十五年（1402年），封鎮平王。永樂十四年（1416年），朱有爌與第九弟宜陽王朱有炥隨父周王朱橚入朝，受到賜宴，並舉行冠禮，同年還國。成化七年（1471年），朱有爌去世，享年七十二歲，諡號恭定。兩年後，庶長子朱子堠襲爵。

## 家庭

### 妻
- 任氏，中兵馬副指揮任廣女，宣德二年（1427年）冊為鎮平王妃[4]，景泰三年（1452年）薨[5]

### 妾
- 李氏，生朱子堠[6]

### 子
- 庶長子：鎮國將軍→鎮平榮莊王朱子堠
- 第二子：鎮國將軍朱子墾，正統七年（1442年）四月賜名，同月封鎮國將軍[7]
  - 第二子：朱同鎉，成化十六年（1480年）七月賜名[8]
  - 庶五子：奉國將軍朱同鈳，弘治三年（1490年）十一月賜名[9]，弘治十一年（1498年）八月賜誥命冠服[10]，嘉靖十五年（1536年）在世[11]
  - 庶七子：朱同鈞，弘治七年（1494年）六月賜名[12]
  - 庶長孫：朱安澎，成化十六年（1480年）七月賜名[8]
- 第三子：鎮國將軍朱子埄，正統十二年（1447年）三月賜名[13]
  - 女：某郡君，儀賓左夢麟[14]
  - 子：輔國將軍朱同鉒（1457年8月14日—1521年2月15日），夫人賈氏[15]
    - 第一子：奉國將軍朱安沑[15]，弘治六年（1493年）十二月賜誥命冠服[16]
    - 庶次子：奉國將軍朱安澈[15]，弘治二年（1489年）五月賜名[17]，弘治十四年（1501年）正月賜誥命冠服[18]
    - 庶三子：奉國將軍朱安池[15]，弘治十四年（1501年）七月賜名[19]
    - 庶四子：奉國將軍朱安浛[15]，弘治十七年（1504年）七月賜名[20]
    - 庶五子：奉國將軍朱安㳜[15]，弘治十七年（1504年）七月賜名[20]
    - 庶六子：奉國將軍朱安汀[15]，弘治十七年（1504年）七月賜名[20]
    - 庶七子：奉國將軍朱安渺[15]，弘治十七年（1504年）七月賜名[20]
    - 庶八子：奉國將軍朱安㵢[15]，弘治十七年（1504年）七月賜名[20]
    - 第九子：奉國將軍朱安涿[15]
    - 第十子：奉國將軍朱安澬[15]
    - 第十一子：奉國將軍朱安浝[15]
    - 第十二子：奉國將軍朱安浨[15]
    - 第一女：平陸縣君，儀賓張輔[15]
    - 第二女：隴西縣君，儀賓趙璋[15]
    - 第三女[15]
    - 第四女[15]
    - 第五女[15]
    - 孫女：襄垣鄉君[15]

  - 庶四子：朱同𨰰，弘治十五年（1502年）正月賜名[21]
- 第四子：鎮國將軍朱子𡑎，正統十三年（1448年）五月賜名[22]，六月賜誥命冠服[23]，成化十四年（1478年）已故[24]。妻鄭氏，景泰七年（1456年）封夫人[25]，宮人嚴氏，生女[26]
  - 女：朱某[26]
- 第五子：鎮國將軍朱子塓，景泰六年（1455年）九月賜名[27]，天順三年（1459年）五月賜誥命冠服[28]
- 第六子：鎮國將軍朱子坷，景泰六年（1455年）九月賜名[27]，天順三年（1459年）五月賜誥命冠服[28]，成化八年（1472年）已故[29]
- 第七子：鎮國將軍朱子圿（？—1511年）[30]，[31]
  - 第二子：朱同鐔，成化十六年（1480年）賜名[8]
  - 第三子：輔國將軍朱同鎋（1478年—1534年10月9日），號豫齋，成化十八年（1482年）賜名，弘治七年（1494年）五月賜誥命冠服[32]，弘治七年（1494年）十二月娶妻賈氏（1481年1月21日—1520年2月17日）[33]，滄州判官賈宏的女兒[34]。妾匠氏[30]
    - 嫡長子：奉國將軍朱安河（1498年11月29日—1561年12月30日），字應清，號崑崙山人[35][30][33]
      - 第一子：鎮國中尉朱睦㮮，任周藩宗正

    - 第二子：奉國將軍朱安湆（1505年—？）[30]
    - 第三子：奉國將軍朱安滃（1506年—？）[30]，嘉靖四十年（1561年）在世[35]
    - 第四子：奉國將軍朱安泯（1513年—？）[30]，嘉靖四十年（1561年）在世[35]
    - 第五子：奉國將軍朱安⿰氵𣑠（1515年—？）[30]
    - 庶六子：奉國將軍朱安漱（1522年—？）[30]
    - 庶七子：奉國將軍朱安溋（1529年—？）[30]
    - 女：縣君六人[30]
    - 孫：鎮國中尉六人[30]

  - 庶五子：朱同鍇，弘治十四年（1501年）七月賜名[36]
  - 子：朱同𮢿[35]

### 女
- 第一女：新蔡縣主，儀賓梁和
- 第二女：孟津縣主，儀賓劉琮
- 第三女：偃師縣主，儀賓鄭昪
- 第四女：濟源縣主，儀賓歐俊
- 第五女：臨潁縣主，儀賓鞏和[37]
- 第六女：閿鄉縣主，儀賓樊盛[38]
- 第七女：西華縣主，儀賓張斌[5]

### 孫
- 孫：輔國將軍朱同？，號南山[39]
  - 子：奉國將軍朱安𣵿，任周藩宗正[39]